# 皮納山脈

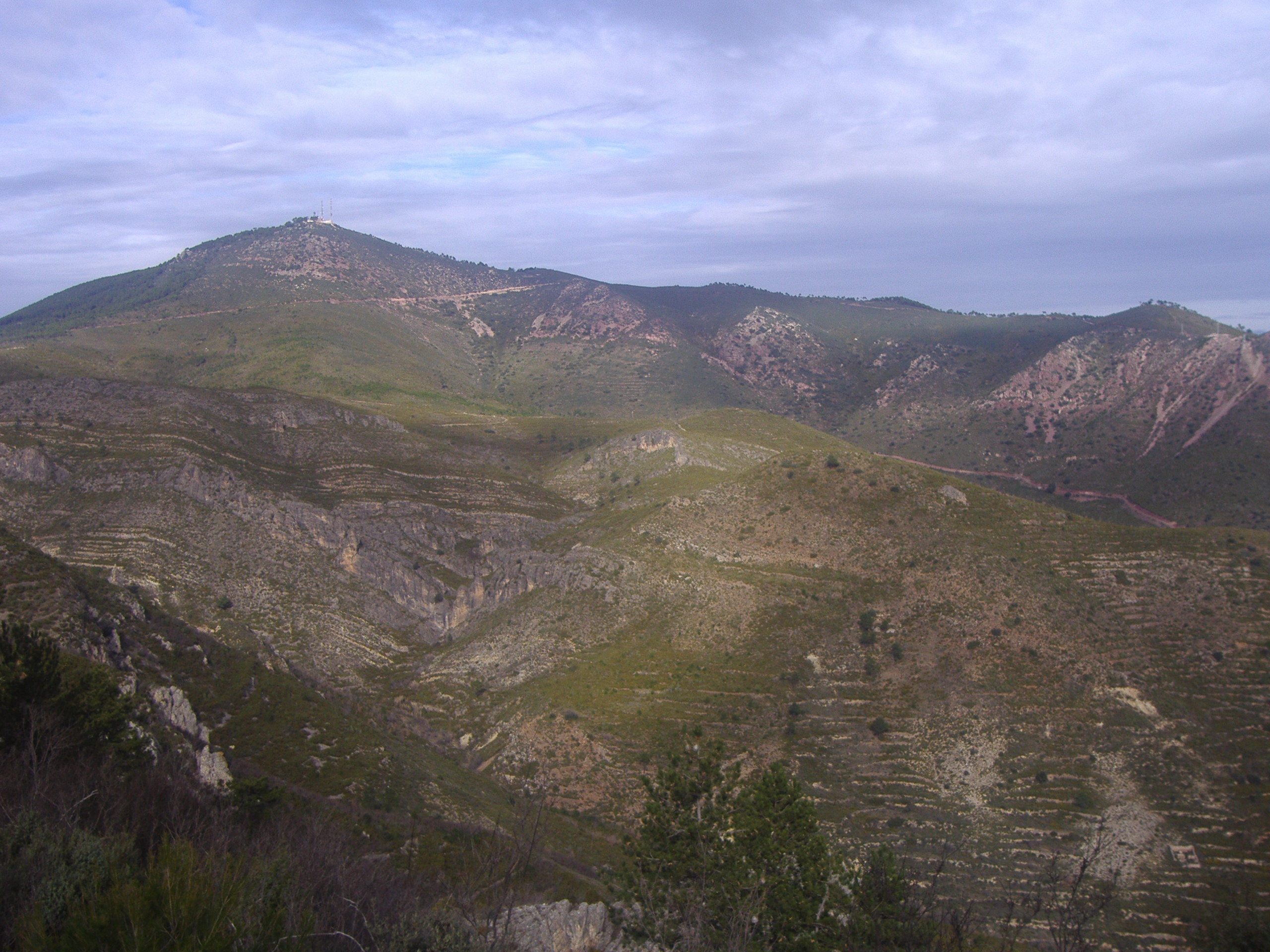

皮納山脈（Serra Espina），是西班牙的山脈，位於華倫西亞自治區，東南面是埃斯帕達山脈，屬於伊比利亞山脈的一部分，最高點海拔高度1,405米。